# Verwaltungsakademie beim Präsidenten der Republik Belarus
Die Verwaltungsakademie beim Präsidenten der Republik Belarus (belarussisch Акадэмія кіравання пры Прэзідэнце Рэспублікі Беларусь, russisch Академия управления при Президенте Республики Беларусь, englisch Academy of Public Administration under the aegis of the President of the Republic of Belarus) ist die führende Universität im nationalen Bildungssystem von Belarus und die Hauptbildungsinstitution im System der Ausbildung, der Umschulung und der Fortbildung der Fachkräfte im Verwaltungsbereich.
Die Verwaltungsakademie wurde 1991 gegründet. Den Status einer präsidentiellen Institution erhielt sie 1995.

## Über die Akademie
Die Verwaltungsakademie ist eine der jüngsten Hochschulen in Belarus, die Studiengänge vor allem in den Bereichen Wirtschafts-, Rechts- und Verwaltungswissenschaften anbietet. Es werden Fachkräfte für den öffentlichen Dienst ausgebildet. Die Absolventen können in den staatlichen Organen der Republik Belarus, aber auch in privaten Unternehmen tätig werden. Seit der Gründung der Einrichtung haben über 50.000 Studenten die Akademie abgeschlossen.
1995 erhielt die Verwaltungsakademie den Status einer Präsidentialakademie.
Es bestehen Verträge zur Zusammenarbeit zwischen der belarussischen Verwaltungsakademie mit den entsprechenden Präsidentialakademien der Russischen Föderation, der Ukraine, Kasachstans, der Republik Moldau und auch mit dem litauischen Institut für öffentliche Administration, dem Staatlichen Institut für internationale Beziehungen in Moskau, der Diplomatenakademie des russischen Außenministeriums und anderen Ausbildungszentren.

## Struktur der Akademie

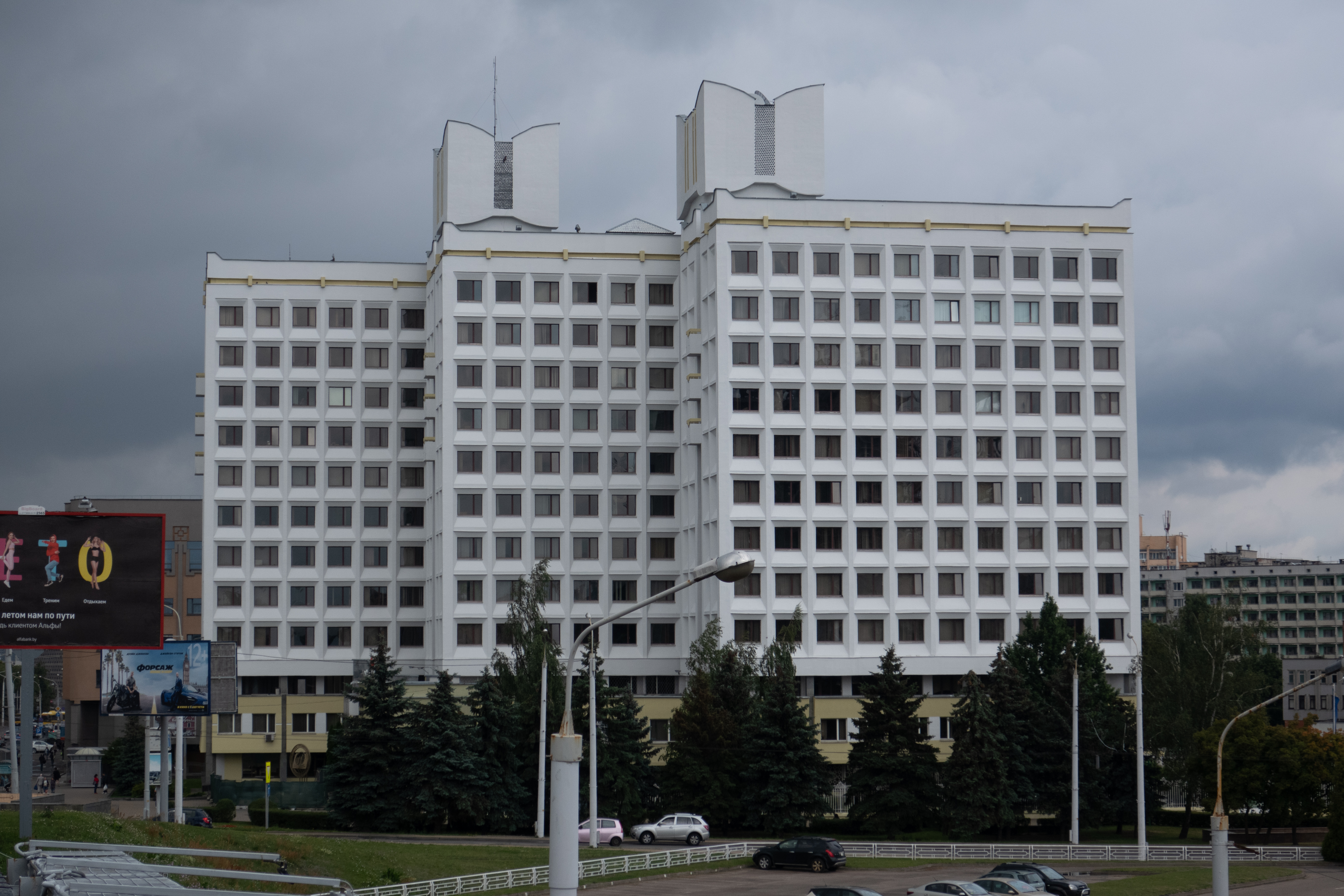
Hauptgebäude der Verwaltungsakademie

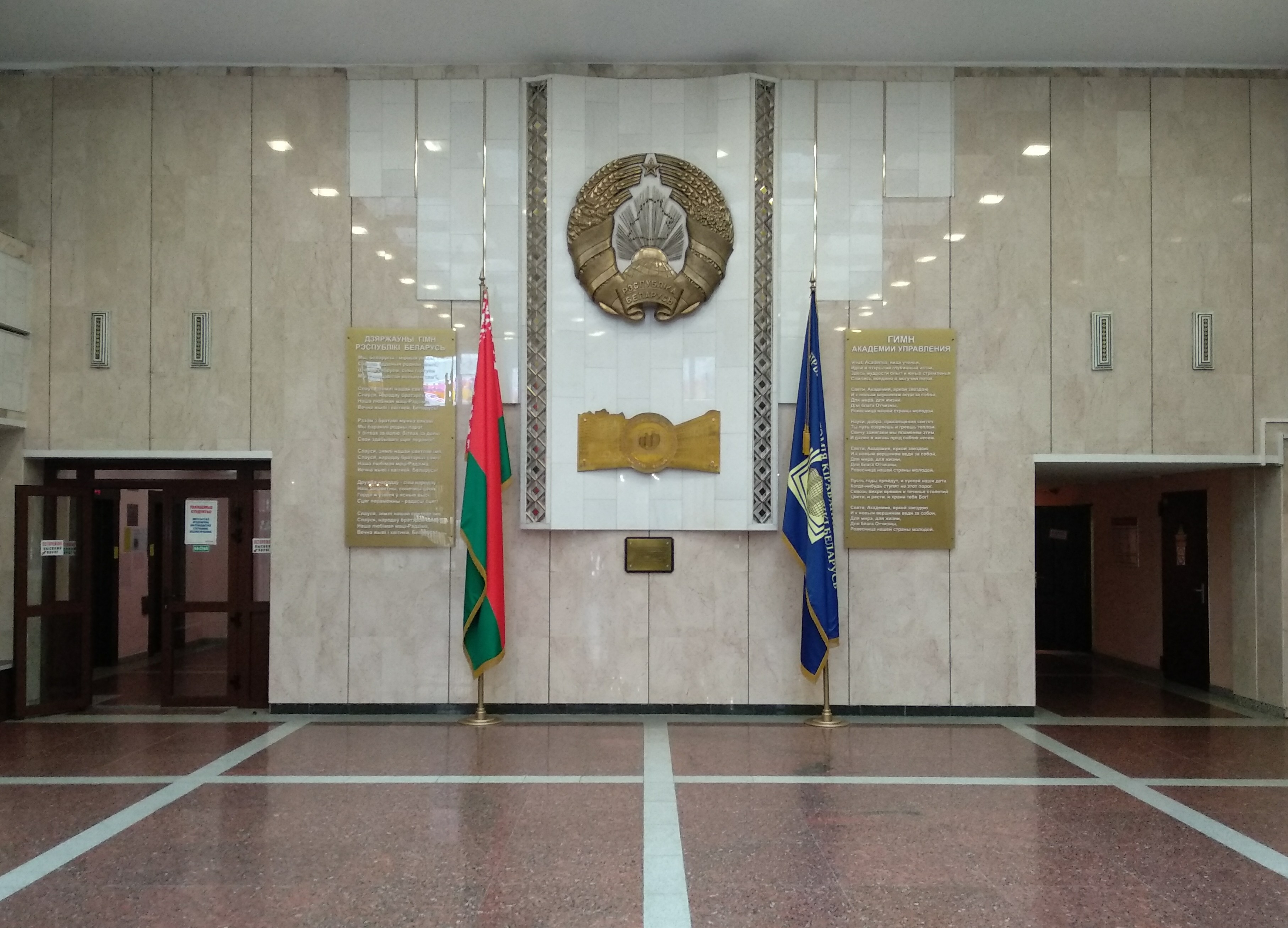
Innenausstattung der Verwaltungsakademie, mit dem Text der Nationalhymne von Belarus und der Hymne der Akademie

### Rektorat
- Rektor

1. Anatolij Schrubenko, Professor (14. September 1992 bis 3. April 2000)
2. Pjotr Brigadin, Professor (21. Juli 2000 bis 14. November 2001)
3. Pjotr Kuchartschik, Professor (14. November 2001 bis 25. April 2003)
4. Stanislaw Knjasew., Professor (25. April 2003 bis 15. November 2007)
5. Anatolij Morosewitsch, Professor (15. November 2007 bis 9. November 2014)
6. Marat Zhilinski, Dozent (15. Dezember 2014 bis 22. Mai 2018)
7. Gennady Palchik, Professor (22. Mai 2018 bis 20. August 2020)
8. Wjatscheslaw Danilowitsch, Dozent (21. September 2020 bis 29. März 2024)
9. Igor Busovski (seit 13. Juni 2024)

- Erster Prorektor
- Prorektor im Studienbetrieb
- Prorektor in der wissenschaftlichen Arbeit
- Prorektor im Studienbetrieb
- Prorektor in der allgemeine Angelegenheiten
- Professor-Beirat

### Verwaltungen
- Office für Personal- und Rechtsangelegenheiten
- Rechnungswesen und Finanzmanagement
- Bildungs- und Methodische Office
- Organisatorisch-analytische Office

### Institute

#### Institut für Verwaltungskräfte
- Fakultät für Verwaltung
  - Lehrstuhl für Zivil- und Wirtschaftsrecht
  - Lehrstuhl für Verwaltungsrecht
  - Lehrstuhl für Verfassungs- und Völkerrecht
  - Lehrstuhl für Theorie und Geschichte des Staates und des Rechts
  - Lehrstuhl für Betriebsökonomie
  - Lehrstuhl für Wirtschaftstheorie
  - Kabinett für Recht

- Fakultät für innovative Ausbildung
  - Lehrstuhl für Informations-Ressourcen-Verwaltung
  - Lehrstuhl für ekonomiko-mathematische Methoden der Verwaltung
  - Lehrstuhl für Fremdsprachen
  - Lehrstuhl für philosophische Wissenschaften
  - Lehrstuhl für Körperkultur
  - Masterstudium

- Fakultät für vor-universitäre Ausbildung
  - Zentrum für sozio-psychologische Tätigkeit

#### Institut des öffentlichen Dienstes
- - Organisations-methodische Abteilung

- Fakultät für Ausbildung
  - Lehrstuhl für Theorie und Praxis der öffentlichen Verwaltung
  - Lehrstuhl für Ideologie und politische Wissenschaften
  - Lehrstuhl für Fremdsprachen

- Fakultät für Umschulung
  - Lehrstuhl für die öffentliche Verwaltung der Sozialbereiche und Belaruskunde
  - Lehrstuhl für die öffentliche Verwaltung der Wirtschaftssysteme
  - Lehrstuhl für internationale Beziehungen
  - Lehrstuhl für Führungspsychologie
  - Lehrstuhl für die Verwaltung der regionalen Agrarwirtschaft Systeme

- Fakultät für Fortbildung
  - Lehrstuhl für öffentliche Bautätigkeit

#### Forschungsinstitut für Theorie und der Praxis der öffentlichen Verwaltung
- Forschungszentrum für die öffentliche Verwaltung
- Forschungszentrum für die öffentliche Kaderpolitik
- Zentrum für Ausbildungstechnologien
- Zentrum für wissenschaftlichen-methodische Unterstützung der AIS „Reserve“
- Forschungslabor der Hörer und der Studenten

### Centers
- IT-Center
- Presse-Center
- Zentrum für internationale Zusammenarbeit und Bildungsprogramme
- Zentrum für Erziehung und Jugendinitiativen
- Einkaufszentrum der Verwaltungsakademie beim Präsidenten der Republik Belarus
- Publishing Center

### Organisationseinheit
- Abteilung für Doktoranden und Post-graduate
- Forschung und Innovationen Planung und Organisation Abteilung
- Bibliothek
- Abteilung Materialwirtschaft
- Investitionsabteilung
- Abteilung Allgemeine Verwaltung
- Wohnheime

Die Verwaltungsakademie besteht aus drei Instituten.
Das Institut für Verwaltungskräfte bildet Verwaltungsfachkräfte und Mitarbeiter des öffentlichen Dienstes in zwei Stufen der Hochschulbildung aus.
Das Institut bietet Personen, die entweder eine Gesamtschule, Berufsschule oder Fachoberschule absolviert haben eine Art Fachhochschulstudium. Angeboten werden dabei drei Teildisziplinen:
- Öffentliche Verwaltung und Recht;
- Öffentliche Verwaltung und Wirtschaft;
- Verwaltung der Informationsressourcen.

Im Institut des öffentlichen Dienstes werden berufliche Umschulungsmaßnahmen für führende Mitarbeiter des öffentlichen Dienstes (Staatsorgane und wirtschaftliche Verwaltung) angeboten.
Die Studierende bekommen die moderne Kenntnisse auf folgenden Gebieten: staatliche Verwaltung, Innovationsmanagement, Businessplanung, effektive Kooperationsformen mit ausländischen Partnern, Methoden zur Erschließung von Auslandsmärkten, Kredit- und Steuerpolitik, Tätigkeit von Wirtschaftssubjekten, Waren- und Dienstleistungsverkauf, Entwicklung von Informationstechnologien, Entwicklung der Gesetzgebung, psychologische Methoden der Verwaltung etc.
Das Forschungsinstitut für Theorie und der Praxis der öffentlichen Verwaltung befasst sich mit den Problemen der Methodik und mit den Technologien der öffentlichen Verwaltung. Dem Institut kommt dabei eine staatsinterne Schlüsselfunktion auf dem Gebiet der öffentlichen Verwaltung und der öffentlichen Personalpolitik zu, wenn es um die Koordinierung von Programmen und Projekten innerhalb der Republik Belarus geht.
Die Hauptrichtungen der Tätigkeit des Institutes sind:
- Gesellschaftskunde und der Kaderpolitik;
- Forschungsarbeiten von Strukturteilen der Akademie der Verwaltung;
- Lehrprozesses, Weiterbildung und Umschulung in der staatlichen Verwaltung.

In der Verwaltungsakademie kann mit der Promotion (russ./belaruss. Aspirantur) auch der Doktorgrad erworben werden.
Der Bestand der Bibliothek der Verwaltungsakademie beträgt über 206.000 Exemplare.
Die Zahl der Werke der Professoren und Hochschullehrer beläuft sich auf 520 Exemplare. Im Bestand der Bibliothek ist die Encyclopaedia Britannica vorhanden, die aus 23 Bänden besteht.
Die Lehrwerke betragen 112.000 Exemplare, Zeitschriftenwerke bestehen aus 33.000 Exemplaren. Die Hörer und Studenten der Verwaltungsakademie sind zu 93 % mit Lehrwerken versorgt.
Die Verwaltungsakademie verfügt über zwei Lehrgebäude, drei Studentenwohnheime. Ferner gibt es mehrere Mensen und Cafés.